# Флумазенил
Флумазени́л (Flumazenil) — лекарственное средство из группы детоксицирующих препаратов, единственный известный антагонист бензодиазепиновых рецепторов. Применяется в качестве антидота при острой интоксикации бензодиазепинами и/или небензодиазепиновыми снотворными средствами (золпидем, зопиклон). Флумазенил не является антагонистом эндогенных нейромедиаторов, не оказывает положительного действия при отравлении барбитуратами, этанолом и опиоидами.

## Физические свойства вещества
Белый или почти белый кристаллический порошок, не растворимый в воде и слабо растворимый в кислых водных растворах.

## Нозологическая классификация поМКБ-10
T42.4 Отравление бензодиазепинами
Y47.1 Неблагоприятные реакции при терапевтическом применении бензодиазепинов
Y88.0 Последствия неблагоприятного воздействия лекарственных средств, медикаментов и биологических веществ, примененных в терапевтических целях

## Фармакология

### Фармакологическое действие
Блокирующее бензодиазепиновые рецепторы. Конкурентно блокирует бензодиазепиновые рецепторы и снимает центральные психомоторные эффекты веществ, их возбуждающих. Нейтрализует снотворно-седативное действие и восстанавливает самостоятельное дыхание и сознание при передозировке бензодиазепинов. Обладает внутренней агонистической (по отношению к названным рецепторам) активностью (противосудорожной).

### Фармакокинетика
Быстро абсорбируется при парентеральном введении. В крови связывается с белками на 50 % (2/3 — с альбуминами). Средний объем распределения — 0,95 л/кг. Суммарный плазменный клиренс — 1 л/мин. Т1/2 составляет 50-60 мин. Основной метаболит — карбоновая кислота — неактивен (ни как агонист, ни как антагонист бензодиазепинов). Полностью (99 %) выводится с желчью.

### Применение
Устранение центральных эффектов бензодиазепинов, в том числе при выведении из наркоза, дифференциальной диагностике при потере сознания неизвестной этиологии (постановка или исключение диагноза отравления бензодиазепинами).

### Противопоказания
Гиперчувствительность, отравление циклическими антидепрессантами. Противопоказан больным, которые получают бензодиазепины для лечения состояний, потенциально угрожающих жизни (например внутричерепной гипертензии или эпилептического статуса).

### Применение при беременности и кормлении грудью
Категория действия на плод по FDA — C.

### Побочные действия
Со стороны нервной системы и органов чувств: 3-9 % — головокружение, головная боль, нечеткость зрения, возбуждение, тревога, нервозность, тремор, бессонница; 1-3 % — астения, парестезия, эмоциональная лабильность (слезливость), деперсонализация, эйфория, дисфория, депрессия, паранойя, нарушение зрения (диплопия, дефект полей зрения); менее 1 % — нарушение концентрации внимания, делирий, судороги, сонливость, преходящее снижение слуха, гиперакузия, шум в ушах; описаны случаи судорожных припадков у больных, страдающих эпилепсией или тяжелыми поражениями печени (особенно после длительного лечения бензодиазепинами или в случае смешанной лекарственной передозировки); есть сообщения о том, что у больных с паническими расстройствами в анамнезе введение флумазенила может спровоцировать паническую атаку.
Со стороны сердечно-сосудистой системы и крови (кроветворение, гемостаз): 3-9 % — сердцебиение; 1-3 % — дилатация кожных сосудов, приливы крови к лицу.
Со стороны органов ЖКТ: 3-9 % — сухость во рту, тошнота, рвота (11 %).
Прочие: атаксия (10 %), 3-9 % — одышка, гипервентиляция, боль в месте инъекции, потливость; 1-3 % — тромбофлебит, сыпь; после быстрого введения флумазенила — тревога, сердцебиение, чувство страха.

### Взаимодействие с другими лекарственными средствами
Ослабляет эффекты зопиклона, триазолпиридазинов, бензодиазепинов.

### Способ применения и дозы
Внутривенно (предварительно разбавив 5 % раствором глюкозы или 0,9 % раствором натрия хлорида). В анестезиологии — в начальной дозе 0,2 мг в течение 15 с; при необходимости — по 0,1 мг через 60 с до суммарной дозы — 1 мг; обычная доза — 0,3-0,6 мг. В интенсивной терапии — в начальной дозе 0,3 мг; при необходимости инъекцию повторяют каждые 60 с до суммарной дозы — 2 мг.

### Меры предосторожности
Не следует применять при нарушениях вегетативной нервной или сердечно-сосудистой системы во время тяжелого отравления три- и тетрациклическими антидепрессантами. Не рекомендуется назначать больным эпилепсией, длительно получающим бензодиазепины (возможна провокация судорог). При наркозе нельзя вводить до полного окончания действия периферических миорелаксантов. Следует иметь в виду, что у больных с тяжелыми черепно-мозговыми травмами (или нестабильным внутричерепным давлением) может развиться повышение внутричерепного давления.

#### Влияние на психомоторные реакции
В течение 24 ч после введения флумазенила необходимо воздержаться от работы с потенциально опасными механизмами, вождения автомобиля и другой деятельности, требующей повышенного внимания.